# 東亜天文学会
特定非営利活動法人東亜天文学会（とうあてんもんがっかい、英: Nonprofit Oriental Astronomical Association, NPO OAA）は、1920年9月25日に「天文同好会」として創立された日本で一番古い天文同好会。1932年10月15日に「東亞天文協会」と改称、1943年頃に更に改称して2014年現在の名称である「東亜天文学会」となる。1920年11月『天界』創刊。

## 概要
京都帝国大学理学部に勤務していた山本一清らによって、「天文学の発展のため」には、明治時代から大正初期における天文学分野において、それまでは官製のプロが中心の天文学フォーラムだけではなく、星に親しんでいるアマチュアからプロの天文学者までが協力する必要があるという認識で始まった団体である。
東亜天文学会の名前は、当時紙が配給統制品だったため、配給を受けやすくするためにつけられた。また、法人化の検討も行われたこともあり、長い間メリットなどがないために検討は途中で止まっていたが、2012年10月1日付で特定非営利活動法人（NPO法人）化の申請が行われ、同年12月20日付でNPO法人としての東亜天文学会の設立が認証された。
活動内容は幅広く、他のNPO法人や公開天文台等との連携によって、太陽黒点・惑星・変光星・二重星などの天体観測はもとより、天文学史・天文民俗学などの分野でも大きな成果を上げている。会に加入しているのは、プロの研究者をはじめとして、有名・無名のアマチュア天体観測家、一般の愛好家まで幅広い。関西や中部各地で例会が開かれており、東京にも支部がある。年に一回の総会も開かれる。
賛助会員は、西村製作所株式会社、協栄産業株式会社など。

## 運営体制
- 2017年2月現在、本部は神戸市中央区三宮町、事務局は同東灘区魚崎北町（灘中学校・高等学校内）。以前は、滋賀県の藪天文台（公開天文台）、大阪府河内長野市など。

役員
- 理事長（会誌『天界』編集長兼任） - 山田義弘 (東京未来大学非常勤講師（天文学）、北海道大学宇宙観測基礎データセンター研究員、なよろ市立天文台きたすばる名誉台長、大手前大学非常勤講師（宇宙科学）、東京大学天文学教育研究センター顧問)[5][4]
- 理事 - 27名
  - 会計担当理事
  - 観測研究担当理事
  - 企画担当理事
  - 総務担当理事
  - 年会担当理事
  - 編集担当理事
- 監事

部・課
- 火星課 - 2年2ヵ月毎に、地球に接近する火星観測を中心に活動している。
- 月面課
- 光害防止課
- 小惑星課
- 彗星課 - 太陽系内の小天体についての観測などを行っている。
- 星食課
- 太陽課
- 変光星課
- 編暦課
- 民俗課 - 星にまつわる民話の収集を通じて、日本古来の天文学について研究などを行っている。
- 木星・土星課
- 流星課
- 歴史課

- 会誌『天界』編集
- 速報部 - 「山本速報」を発行している部署。各会員が観測した小天体の観測データをもとのに行った軌道計算等を発表する。
特に、彗星課で活動している会員などが観測した結果を受けて、国立天文台（旧東京天文台）などへ転送し、その結果を転電することによって、「山本速報」というペーパーで太陽系内天体の軌道計算結果や新しい天体の発見状況などを各会員に提供している。
- ホームページ担当

支部
- 伊賀上野支部
- 愛媛支部
- 大阪支部
- 神戸支部
- 東京支部
- 名古屋支部
- 福島支部

## 刊行物
- 『天界』 (The Heavens) - 機関誌（月刊）
- 『ステラ』 (Stella) - 論集（不定期刊）
- 「山本速報」 ("Yamamoto Circular") - 太陽系内天体の軌道計算の結果を主に、各天文機関の発表を逐一速報する（不定期刊）
- 東亜天文学会『天体観測データ・ブック（1970年）』恒星社厚生閣、1970年。ASIN B000JA2DII
- 『天文年表（1960年）』東亜天文学会編集部、1960年。ASIN B000JAQCI0

## 活動内容
『天界』によれば、惑星は火星だけに及ばず、月、木星、土星、金星や水星など幅広い対象を観測している観測者のレポートをはじめとするデータ等を掲載。また、上述のように変光星観測や流星群観測でも時代を先取りした活動を紹介している。太陽黒点観測に関しては、継続的観測によって、科学的かつ精密なデータをレポートしており、フレア観測や太陽の突発的な現象、果てはプロミネンス観測、太陽電波観測までと幅広い。
また、各地の公開天文台や公共施設の会議室などで例会を開いており、誰でも参加できる。

## その他
会員のレポートは、海外天文台の訪問紀行や地元学校教育施設の天文台の紹介なども行っており、天文学との関わりを大切にした記事を掲載している。
機関紙への投稿の受付は、多くの天文雑誌と違い、研究レポートの形のみとなっている。商業雑誌と違い、専門ライターが記事を書いているわけではないので、基本的に天体観測や天体機材に対する予備知識のない読者への配慮はされていない。